# Dno
Dno (russisch Дно) ist eine Kleinstadt in der Oblast Pskow (Russland) mit 9061 Einwohnern (Stand 14. Oktober 2010).

## Geografie
Die Stadt liegt in der Schelon-Niederung etwa 110 Kilometer östlich der Oblasthauptstadt Pskow.
Dno ist Verwaltungszentrum des gleichnamigen Rajons.
Die Stadt liegt am Schnittpunkt der Eisenbahnstrecken (Jaroslawl–) Rybinsk–Bologoje–Pskow (–Riga/Tallinn) (der ehemaligen Rybinsk-Pskow-Windawaer Eisenbahn, erbaut 1897) und Sankt Petersburg–Dno–Newel–Wizebsk (eröffnet 1904).

## Geschichte

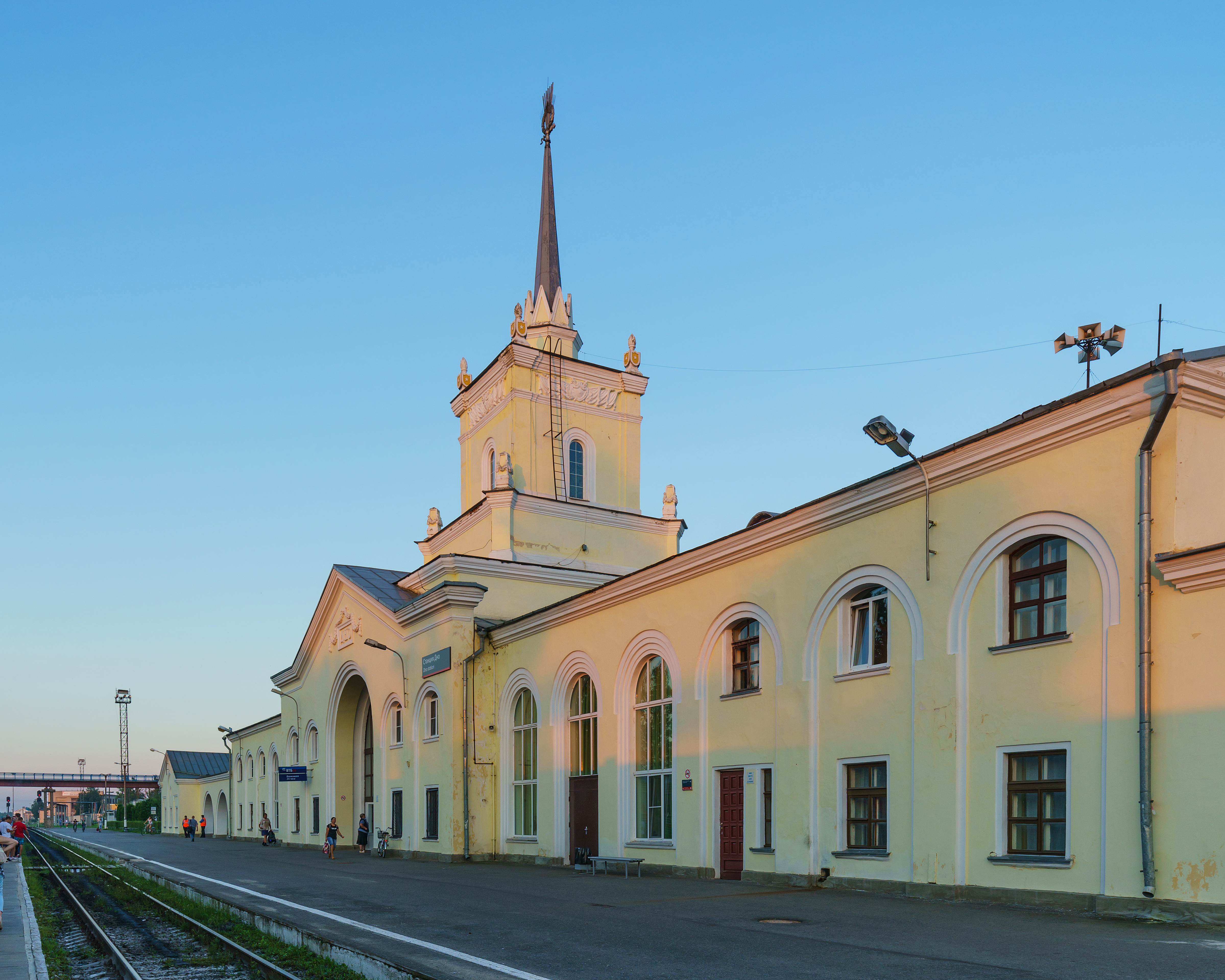
Dno, Bahnhof

Im Gebiet der heutigen Stadt sind seit dem Beginn des 15. Jahrhunderts mehrere Dörfer namens Dno oder Donze, später auch Donschtschina bekannt.
Um 1897 entstand eine Stationssiedlung Dno im Zusammenhang mit dem Bau der Eisenbahnstrecke. Das Wort dno steht im Russischen für Grund (z. B. eines Gewässers), die Hintergründe des Orts- und Stationsnamens ist jedoch unklar.
Auf dem Bahnhof Dno unterschrieb der letzte Zar Russlands Nikolaus II. am 2. März 1917 seine Abdankungsurkunde.
1925 wurde das Stadtrecht verliehen.
Im Zweiten Weltkrieg wurde Dno am 18. Juli 1941 von der deutschen Wehrmacht besetzt und am 24. Februar 1944 von Truppen der Leningrader und der 2. Baltischen Front im Rahmen der Leningrad-Nowgoroder Operation zurückerobert.

### Bevölkerungsentwicklung
| Jahr | Einwohner |
| ---- | --------- |
| 1926 | 6.095     |
| 1939 | 14.701    |
| 1959 | 13.216    |
| 1970 | 12.184    |
| 1979 | 12.106    |
| 1989 | 12.406    |
| 2002 | 10.049    |
| 2010 | 9.061     |

Anmerkung: Volkszählungsdaten

## Wirtschaft
In Dno gibt es Unternehmen der Bauwirtschaft (Werk für Stahlkonstruktionen Keramit) und der Textilindustrie sowie Eisenbahnwerkstätten.